# Плей-оф Кубка Стенлі 2006

Плей-оф Кубка Стенлі 2006 — стартував після регулярного чемпіонату 21 квітня та фінішував 19 червня 2006.

## Учасники плей-оф

### Східна конференція
1. Оттава Сенаторс, чемпіон Північно-Східного дивізіону, Східної конференції – 113 очок
2. Кароліна Гаррікейнс, чемпіон Південно-Східного дивізіону – 112 очок
3. Нью-Джерсі Девілс, чемпіон Атлантичного дивізіону – 101 очко (46 перемог)
4. Баффало Сейбрс – 110 очок
5. Філадельфія Флайєрс – 101 очко (45 перемог)
6. Нью-Йорк Рейнджерс – 100 очок
7. Монреаль Канадієнс – 93 очка
8. Тампа-Бей Лайтнінг – 92 очка

### Західна конференція
1. Детройт Ред-Вінгс, чемпіон Центрального дивізіону, Західної конференції, Кубок Президента – 124 очка
2. Даллас Старс, чемпіон Тихоокеанського дивізіону – 112 очок
3. Калгарі Флеймс, чемпіон Північно-Західного дивізіону – 103 очка
4. Нашвілл Предаторс – 106 очок
5. Сан-Хосе Шаркс – 99 очок
6. Майті Дакс оф Анагайм – 98 очок
7. Колорадо Аваланч – 95 очок (43 перемоги)
8. Едмонтон Ойлерс – 95 очок (41 перемога)

## Плей-оф
|  | Чвертьфінали конференції | Чвертьфінали конференції              | Чвертьфінали конференції |   |            | Півфінали конференції | Півфінали конференції | Півфінали конференції |                    |                    | Фінали конференції  | Фінали конференції  | Фінали конференції  |  |  | Фінал Кубка Стенлі | Фінал Кубка Стенлі | Фінал Кубка Стенлі |
|  |                          |                                       |                          |   |            |                       |                       |                       |                    |                    |                     |                     |                     |  |  |                    |                    |                    |
|  | 1                        | Оттава                                | 4                        |   |            | 1                     | Оттава                | 1                     |                    |                    |                     |                     |                     |  |  |                    |                    |                    |
|  | 8                        | Тампа-Бей                             | 1                        |   |            | 4                     | Баффало               | 4                     |                    |                    |                     |                     |                     |  |  |                    |                    |                    |
|  |                          |                                       |                          |   |            |                       |                       |                       |                    |                    |                     |                     |                     |  |  |                    |                    |                    |
|  | 2                        | Кароліна                              | 4                        |   |            |                       |                       |                       | Східна конференція | Східна конференція | Східна конференція  | Східна конференція  | Східна конференція  |  |  |                    |                    |                    |
|  | 2                        | Кароліна                              | 4                        |   |            |                       |                       |                       | Східна конференція | Східна конференція | Східна конференція  | Східна конференція  | Східна конференція  |  |  |                    |                    |                    |
|  | 7                        | Монреаль                              | 2                        |   |            |                       |                       |                       |                    |                    |                     |                     |                     |  |  |                    |                    |                    |
|  | 7                        | Монреаль                              | 2                        |   |            |                       |                       |                       |                    | 4                  | Баффало             | 3                   |                     |  |  |                    |                    |                    |
|  |                          |                                       |                          |   |            |                       |                       |                       |                    | 4                  | Баффало             | 3                   |                     |  |  |                    |                    |                    |
|  |                          | 2                                     | Кароліна                 | 4 |            |                       |                       |                       |                    |                    |                     |                     |                     |  |  |                    |                    |                    |
|  | 3                        | 2                                     | Кароліна                 | 4 | Нью-Джерсі | 4                     |                       |                       |                    |                    |                     |                     |                     |  |  |                    |                    |                    |
|  | 3                        |                                       |                          |   | Нью-Джерсі | 4                     |                       |                       |                    |                    |                     |                     |                     |  |  |                    |                    |                    |
|  | 6                        | Нью-Йорк Рейнджерс                    | 0                        |   |            |                       |                       |                       |                    |                    |                     |                     |                     |  |  |                    |                    |                    |
|  | 6                        | Нью-Йорк Рейнджерс                    | 0                        |   |            |                       |                       |                       |                    |                    |                     |                     |                     |  |  |                    |                    |                    |
|  |                          |                                       |                          |   |            |                       |                       |                       |                    |                    |                     |                     |                     |  |  |                    |                    |                    |
|  |                          |                                       |                          |   |            |                       |                       |                       |                    |                    |                     |                     |                     |  |  |                    |                    |                    |
|  | 4                        | Баффало                               | 4                        |   | 2          | Кароліна              | 4                     |                       |                    |                    |                     |                     |                     |  |  |                    |                    |                    |
|  | 4                        | Баффало                               | 4                        |   | 2          | Кароліна              | 4                     |                       |                    |                    |                     |                     |                     |  |  |                    |                    |                    |
|  | 5                        | Філадельфія                           | 2                        |   |            | 3                     | Нью-Джерсі            | 1                     |                    |                    |                     |                     |                     |  |  |                    |                    |                    |
|  | 5                        | Філадельфія                           | 2                        |   |            |                       |                       |                       |                    | E2                 | Кароліна            | 4                   |                     |  |  |                    |                    |                    |
|  |                          | (Пари пересіяні після першого раунду) |                          |   |            |                       |                       |                       |                    | E2                 | Кароліна            | 4                   |                     |  |  |                    |                    |                    |
|  |                          | W8                                    | Едмонтон                 | 3 |            |                       |                       |                       |                    |                    |                     |                     |                     |  |  |                    |                    |                    |
|  | 1                        | W8                                    | Едмонтон                 | 3 | Детройт    | 2                     |                       |                       | 5                  | Сан-Хосе           | 2                   |                     |                     |  |  |                    |                    |                    |
|  | 1                        |                                       |                          |   | Детройт    | 2                     |                       |                       | 5                  | Сан-Хосе           | 2                   |                     |                     |  |  |                    |                    |                    |
|  | 8                        | Едмонтон                              | 4                        |   |            | 8                     | Едмонтон              | 4                     |                    |                    |                     |                     |                     |  |  |                    |                    |                    |
|  | 8                        | Едмонтон                              | 4                        |   |            | 8                     | Едмонтон              | 4                     |                    |                    |                     |                     |                     |  |  |                    |                    |                    |
|  |                          |                                       |                          |   |            |                       |                       |                       |                    |                    |                     |                     |                     |  |  |                    |                    |                    |
|  | 2                        | Даллас                                | 1                        |   |            |                       |                       |                       |                    |                    |                     |                     |                     |  |  |                    |                    |                    |
|  | 2                        | Даллас                                | 1                        |   |            |                       |                       |                       |                    |                    |                     |                     |                     |  |  |                    |                    |                    |
|  | 7                        | Колорадо                              | 4                        |   |            |                       |                       |                       |                    |                    |                     |                     |                     |  |  |                    |                    |                    |
|  | 7                        | Колорадо                              | 4                        |   |            |                       |                       |                       | 8                  | Едмонтон           | 4                   |                     |                     |  |  |                    |                    |                    |
|  |                          |                                       |                          |   |            |                       |                       |                       | 8                  | Едмонтон           | 4                   |                     |                     |  |  |                    |                    |                    |
|  |                          | 6                                     | Анагайм                  | 1 |            |                       |                       |                       |                    |                    |                     |                     |                     |  |  |                    |                    |                    |
|  | 3                        | 6                                     | Анагайм                  | 1 | Калгарі    | 3                     |                       |                       |                    |                    |                     |                     |                     |  |  |                    |                    |                    |
|  | 3                        |                                       |                          |   | Калгарі    | 3                     |                       |                       |                    |                    |                     |                     |                     |  |  |                    |                    |                    |
|  | 6                        | Анагайм                               | 4                        |   |            |                       |                       |                       |                    |                    | Західна конференція | Західна конференція | Західна конференція |  |  |                    |                    |                    |
|  | 6                        | Анагайм                               | 4                        |   |            |                       |                       |                       |                    |                    | Західна конференція | Західна конференція | Західна конференція |  |  |                    |                    |                    |
|  |                          |                                       |                          |   |            |                       |                       |                       |                    |                    |                     |                     |                     |  |  |                    |                    |                    |
|  | 4                        | Нашвілл                               | 1                        |   | 6          | Анагайм               | 4                     |                       |                    |                    |                     |                     |                     |  |  |                    |                    |                    |
|  | 4                        | Нашвілл                               | 1                        |   | 6          | Анагайм               | 4                     |                       |                    |                    |                     |                     |                     |  |  |                    |                    |                    |
|  | 5                        | Сан-Хосе                              | 4                        |   |            | 7                     | Колорадо              | 0                     |                    |                    |                     |                     |                     |  |  |                    |                    |                    |

### Чвертьфінали конференції
Східна конференція
| Оттава Сенаторс – Тампа-Бей Лайтнінг | Оттава Сенаторс – Тампа-Бей Лайтнінг | Оттава Сенаторс – Тампа-Бей Лайтнінг | Оттава Сенаторс – Тампа-Бей Лайтнінг | Оттава Сенаторс – Тампа-Бей Лайтнінг | Оттава Сенаторс – Тампа-Бей Лайтнінг | Оттава Сенаторс – Тампа-Бей Лайтнінг |
| Дата                                 | Господарі                            | Господарі                            | Гості                                | Гості                                | Примітки                             |                                      |
| ------------------------------------ | ------------------------------------ | ------------------------------------ | ------------------------------------ | ------------------------------------ | ------------------------------------ | ------------------------------------ |
| 21 квітня                            | Тампа-Бей                            | 1                                    | 4                                    | Оттава                               |                                      |                                      |
| 23 квітня                            | Тампа-Бей                            | 4                                    | 3                                    | Оттава                               |                                      |                                      |
| 25 квітня                            | Оттава                               | 8                                    | 4                                    | Тампа-Бей                            |                                      |                                      |
| 27 квітня                            | Оттава                               | 5                                    | 2                                    | Тампа-Бей                            |                                      |                                      |
| 29 квітня                            | Тампа-Бей                            | 2                                    | 3                                    | Оттава                               |                                      |                                      |
| Оттава виграла серію 4:1             |                                      |                                      |                                      |                                      |                                      |                                      |

| Кароліна Гаррікейнс – Монреаль Канадієнс | Кароліна Гаррікейнс – Монреаль Канадієнс | Кароліна Гаррікейнс – Монреаль Канадієнс | Кароліна Гаррікейнс – Монреаль Канадієнс | Кароліна Гаррікейнс – Монреаль Канадієнс | Кароліна Гаррікейнс – Монреаль Канадієнс | Кароліна Гаррікейнс – Монреаль Канадієнс |
| Дата                                     | Господарі                                | Господарі                                | Гості                                    | Гості                                    | Примітки                                 |                                          |
| ---------------------------------------- | ---------------------------------------- | ---------------------------------------- | ---------------------------------------- | ---------------------------------------- | ---------------------------------------- | ---------------------------------------- |
| 22 квітня                                | Монреаль                                 | 6                                        | 1                                        | Кароліна                                 |                                          |                                          |
| 24 квітня                                | Монреаль                                 | 6                                        | 5                                        | Кароліна                                 | 2ОТ                                      |                                          |
| 26 квітня                                | Кароліна                                 | 2                                        | 1                                        | Монреаль                                 | ОТ                                       |                                          |
| 28 квітня                                | Кароліна                                 | 3                                        | 2                                        | Монреаль                                 |                                          |                                          |
| 30 квітня                                | Монреаль                                 | 1                                        | 2                                        | Кароліна                                 |                                          |                                          |
| 2 травня                                 | Кароліна                                 | 2                                        | 1                                        | Монреаль                                 | ОТ                                       |                                          |
| Кароліна виграла серію 4:2               |                                          |                                          |                                          |                                          |                                          |                                          |

| Нью-Джерсі Девілс – Нью-Йорк Рейнджерс | Нью-Джерсі Девілс – Нью-Йорк Рейнджерс | Нью-Джерсі Девілс – Нью-Йорк Рейнджерс | Нью-Джерсі Девілс – Нью-Йорк Рейнджерс | Нью-Джерсі Девілс – Нью-Йорк Рейнджерс | Нью-Джерсі Девілс – Нью-Йорк Рейнджерс | Нью-Джерсі Девілс – Нью-Йорк Рейнджерс |
| Дата                                   | Господарі                              | Господарі                              | Гості                                  | Гості                                  | Примітки                               |                                        |
| -------------------------------------- | -------------------------------------- | -------------------------------------- | -------------------------------------- | -------------------------------------- | -------------------------------------- | -------------------------------------- |
| 22 квітня                              | Нью-Йорк Рейнджерс                     | 1                                      | 6                                      | Нью-Джерсі                             |                                        |                                        |
| 24 квітня                              | Нью-Йорк Рейнджерс                     | 1                                      | 4                                      | Нью-Джерсі                             |                                        |                                        |
| 26 квітня                              | Нью-Джерсі                             | 3                                      | 0                                      | Нью-Йорк Рейнджерс                     |                                        |                                        |
| 29 квітня                              | Нью-Джерсі                             | 4                                      | 2                                      | Нью-Йорк Рейнджерс                     |                                        |                                        |
| Нью-Джерсі виграв серію 4:0            |                                        |                                        |                                        |                                        |                                        |                                        |

| Баффало Сейбрс – Філадельфія Флаєрс | Баффало Сейбрс – Філадельфія Флаєрс | Баффало Сейбрс – Філадельфія Флаєрс | Баффало Сейбрс – Філадельфія Флаєрс | Баффало Сейбрс – Філадельфія Флаєрс | Баффало Сейбрс – Філадельфія Флаєрс | Баффало Сейбрс – Філадельфія Флаєрс |
| Дата                                | Господарі                           | Господарі                           | Гості                               | Гості                               | Примітки                            |                                     |
| ----------------------------------- | ----------------------------------- | ----------------------------------- | ----------------------------------- | ----------------------------------- | ----------------------------------- | ----------------------------------- |
| 22 квітня                           | Філадельфія                         | 2                                   | 3                                   | Баффало                             | 2ОТ                                 |                                     |
| 24 квітня                           | Філадельфія                         | 2                                   | 8                                   | Баффало                             |                                     |                                     |
| 26 квітня                           | Баффало                             | 2                                   | 4                                   | Філадельфія                         |                                     |                                     |
| 28 квітня                           | Баффало                             | 4                                   | 5                                   | Філадельфія                         |                                     |                                     |
| 30 квітня                           | Філадельфія                         | 0                                   | 3                                   | Баффало                             |                                     |                                     |
| 2 травня                            | Баффало                             | 7                                   | 1                                   | Філадельфія                         |                                     |                                     |
| Баффало виграв серію 4:2            |                                     |                                     |                                     |                                     |                                     |                                     |

Західна конференція
| Детройт Ред-Вінгс – Едмонтон Ойлерс | Детройт Ред-Вінгс – Едмонтон Ойлерс | Детройт Ред-Вінгс – Едмонтон Ойлерс | Детройт Ред-Вінгс – Едмонтон Ойлерс | Детройт Ред-Вінгс – Едмонтон Ойлерс | Детройт Ред-Вінгс – Едмонтон Ойлерс | Детройт Ред-Вінгс – Едмонтон Ойлерс |
| Дата                                | Господарі                           | Господарі                           | Гості                               | Гості                               | Примітки                            |                                     |
| ----------------------------------- | ----------------------------------- | ----------------------------------- | ----------------------------------- | ----------------------------------- | ----------------------------------- | ----------------------------------- |
| 21 квітня                           | Едмонтон                            | 2                                   | 3                                   | Детройт                             | 2ОТ                                 |                                     |
| 23 квітня                           | Едмонтон                            | 4                                   | 2                                   | Детройт                             |                                     |                                     |
| 25 квітня                           | Детройт                             | 3                                   | 4                                   | Едмонтон                            | 2ОТ                                 |                                     |
| 27 квітня                           | Детройт                             | 4                                   | 2                                   | Едмонтон                            |                                     |                                     |
| 29 квітня                           | Едмонтон                            | 3                                   | 2                                   | Детройт                             |                                     |                                     |
| 1 травня                            | Детройт                             | 3                                   | 4                                   | Едмонтон                            |                                     |                                     |
| Едмонтон виграв серію 4:2           |                                     |                                     |                                     |                                     |                                     |                                     |

| Даллас Старс – Колорадо Аваланч | Даллас Старс – Колорадо Аваланч | Даллас Старс – Колорадо Аваланч | Даллас Старс – Колорадо Аваланч | Даллас Старс – Колорадо Аваланч | Даллас Старс – Колорадо Аваланч | Даллас Старс – Колорадо Аваланч |
| Дата                            | Господарі                       | Господарі                       | Гості                           | Гості                           | Примітки                        |                                 |
| ------------------------------- | ------------------------------- | ------------------------------- | ------------------------------- | ------------------------------- | ------------------------------- | ------------------------------- |
| 22 квітня                       | Колорадо                        | 5                               | 2                               | Даллас                          |                                 |                                 |
| 24 квітня                       | Колорадо                        | 5                               | 4                               | Даллас                          | ОТ                              |                                 |
| 26 квітня                       | Даллас                          | 3                               | 4                               | Колорадо                        | ОТ                              |                                 |
| 28 квітня                       | Даллас                          | 4                               | 1                               | Колорадо                        |                                 |                                 |
| 30 квітня                       | Колорадо                        | 3                               | 2                               | Даллас                          | ОТ                              |                                 |
| Колорадо виграв серію 4:1       |                                 |                                 |                                 |                                 |                                 |                                 |

| Калгарі Флеймс – Майті Дакс оф Анагайм | Калгарі Флеймс – Майті Дакс оф Анагайм | Калгарі Флеймс – Майті Дакс оф Анагайм | Калгарі Флеймс – Майті Дакс оф Анагайм | Калгарі Флеймс – Майті Дакс оф Анагайм | Калгарі Флеймс – Майті Дакс оф Анагайм | Калгарі Флеймс – Майті Дакс оф Анагайм |
| Дата                                   | Господарі                              | Господарі                              | Гості                                  | Гості                                  | Примітки                               |                                        |
| -------------------------------------- | -------------------------------------- | -------------------------------------- | -------------------------------------- | -------------------------------------- | -------------------------------------- | -------------------------------------- |
| 21 квітня                              | Анагайм                                | 1                                      | 2                                      | Калгарі                                | ОТ                                     |                                        |
| 23 квітня                              | Анагайм                                | 4                                      | 3                                      | Калгарі                                |                                        |                                        |
| 25 квітня                              | Калгарі                                | 5                                      | 2                                      | Анагайм                                |                                        |                                        |
| 27 квітня                              | Калгарі                                | 2                                      | 3                                      | Анагайм                                | ОТ                                     |                                        |
| 29 квітня                              | Анагайм                                | 2                                      | 3                                      | Калгарі                                |                                        |                                        |
| 1 травня                               | Калгарі                                | 1                                      | 2                                      | Анагайм                                |                                        |                                        |
| 3 травня                               | Анагайм                                | 3                                      | 0                                      | Калгарі                                |                                        |                                        |
| Анагайм виграв серію 4:3               |                                        |                                        |                                        |                                        |                                        |                                        |

| Нашвілл Предаторс – Сан-Хосе Шаркс | Нашвілл Предаторс – Сан-Хосе Шаркс | Нашвілл Предаторс – Сан-Хосе Шаркс | Нашвілл Предаторс – Сан-Хосе Шаркс | Нашвілл Предаторс – Сан-Хосе Шаркс | Нашвілл Предаторс – Сан-Хосе Шаркс | Нашвілл Предаторс – Сан-Хосе Шаркс |
| Дата                               | Господарі                          | Господарі                          | Гості                              | Гості                              | Примітки                           |                                    |
| ---------------------------------- | ---------------------------------- | ---------------------------------- | ---------------------------------- | ---------------------------------- | ---------------------------------- | ---------------------------------- |
| 21 квітня                          | Сан-Хосе                           | 3                                  | 4                                  | Нашвілл                            |                                    |                                    |
| 23 квітня                          | Сан-Хосе                           | 3                                  | 0                                  | Нашвілл                            |                                    |                                    |
| 25 квітня                          | Нашвілл                            | 1                                  | 4                                  | Сан-Хосе                           |                                    |                                    |
| 27 квітня                          | Нашвілл                            | 4                                  | 5                                  | Сан-Хосе                           |                                    |                                    |
| 30 квітня                          | Сан-Хосе                           | 2                                  | 1                                  | Нашвілл                            |                                    |                                    |
| Сан-Хосе виграв серію 4:1          |                                    |                                    |                                    |                                    |                                    |                                    |

### Півфінали конференції
Східна конференція
| Оттава Сенаторс – Баффало Сейбрс | Оттава Сенаторс – Баффало Сейбрс | Оттава Сенаторс – Баффало Сейбрс | Оттава Сенаторс – Баффало Сейбрс | Оттава Сенаторс – Баффало Сейбрс | Оттава Сенаторс – Баффало Сейбрс | Оттава Сенаторс – Баффало Сейбрс |
| Дата                             | Господарі                        | Господарі                        | Гості                            | Гості                            | Примітки                         |                                  |
| -------------------------------- | -------------------------------- | -------------------------------- | -------------------------------- | -------------------------------- | -------------------------------- | -------------------------------- |
| 5 травня                         | Баффало                          | 7                                | 6                                | Оттава                           | ОТ                               |                                  |
| 8 травня                         | Баффало                          | 2                                | 1                                | Оттава                           |                                  |                                  |
| 10 травня                        | Оттава                           | 2                                | 3                                | Баффало                          | ОТ                               |                                  |
| 11 травня                        | Оттава                           | 2                                | 1                                | Баффало                          |                                  |                                  |
| 13 травня                        | Баффало                          | 3                                | 2                                | Оттава                           | ОТ                               |                                  |
| Баффало виграв серію 4:1         |                                  |                                  |                                  |                                  |                                  |                                  |

| Кароліна Гаррікейнс – Нью-Джерсі Девілс | Кароліна Гаррікейнс – Нью-Джерсі Девілс | Кароліна Гаррікейнс – Нью-Джерсі Девілс | Кароліна Гаррікейнс – Нью-Джерсі Девілс | Кароліна Гаррікейнс – Нью-Джерсі Девілс | Кароліна Гаррікейнс – Нью-Джерсі Девілс | Кароліна Гаррікейнс – Нью-Джерсі Девілс |
| Дата                                    | Господарі                               | Господарі                               | Гості                                   | Гості                                   | Примітки                                |                                         |
| --------------------------------------- | --------------------------------------- | --------------------------------------- | --------------------------------------- | --------------------------------------- | --------------------------------------- | --------------------------------------- |
| 6 травня                                | Нью-Джерсі                              | 0                                       | 6                                       | Кароліна                                |                                         |                                         |
| 8 травня                                | Нью-Джерсі                              | 2                                       | 3                                       | Кароліна                                | ОТ                                      |                                         |
| 10 травня                               | Кароліна                                | 3                                       | 2                                       | Нью-Джерсі                              |                                         |                                         |
| 13 травня                               | Кароліна                                | 1                                       | 5                                       | Нью-Джерсі                              |                                         |                                         |
| 14 травня                               | Нью-Джерсі                              | 1                                       | 4                                       | Кароліна                                |                                         |                                         |
| Кароліна виграла серію 4:1              |                                         |                                         |                                         |                                         |                                         |                                         |

Західна конференція
| Сан-Хосе Шаркс – Едмонтон Ойлерс | Сан-Хосе Шаркс – Едмонтон Ойлерс | Сан-Хосе Шаркс – Едмонтон Ойлерс | Сан-Хосе Шаркс – Едмонтон Ойлерс | Сан-Хосе Шаркс – Едмонтон Ойлерс | Сан-Хосе Шаркс – Едмонтон Ойлерс | Сан-Хосе Шаркс – Едмонтон Ойлерс |
| Дата                             | Господарі                        | Господарі                        | Гості                            | Гості                            | Примітки                         |                                  |
| -------------------------------- | -------------------------------- | -------------------------------- | -------------------------------- | -------------------------------- | -------------------------------- | -------------------------------- |
| 7 травня                         | Едмонтон                         | 1                                | 2                                | Сан-Хосе                         |                                  |                                  |
| 8 травня                         | Едмонтон                         | 1                                | 2                                | Сан-Хосе                         |                                  |                                  |
| 10 травня                        | Сан-Хосе                         | 2                                | 3                                | Едмонтон                         | 3ОТ                              |                                  |
| 12 травня                        | Сан-Хосе                         | 3                                | 6                                | Едмонтон                         |                                  |                                  |
| 14 травня                        | Едмонтон                         | 6                                | 3                                | Сан-Хосе                         |                                  |                                  |
| 17 травня                        | Сан-Хосе                         | 0                                | 2                                | Едмонтон                         |                                  |                                  |
| Едмонтон виграв серію 4:2        |                                  |                                  |                                  |                                  |                                  |                                  |

| Майті Дакс оф Анагайм – Колорадо Аваланч | Майті Дакс оф Анагайм – Колорадо Аваланч | Майті Дакс оф Анагайм – Колорадо Аваланч | Майті Дакс оф Анагайм – Колорадо Аваланч | Майті Дакс оф Анагайм – Колорадо Аваланч | Майті Дакс оф Анагайм – Колорадо Аваланч | Майті Дакс оф Анагайм – Колорадо Аваланч |
| Дата                                     | Господарі                                | Господарі                                | Гості                                    | Гості                                    | Примітки                                 |                                          |
| ---------------------------------------- | ---------------------------------------- | ---------------------------------------- | ---------------------------------------- | ---------------------------------------- | ---------------------------------------- | ---------------------------------------- |
| 5 травня                                 | Колорадо                                 | 0                                        | 5                                        | Анагайм                                  |                                          |                                          |
| 7 травня                                 | Колорадо                                 | 0                                        | 3                                        | Анагайм                                  |                                          |                                          |
| 9 травня                                 | Анагайм                                  | 4                                        | 3                                        | Колорадо                                 | ОТ                                       |                                          |
| 11 травня                                | Анагайм                                  | 4                                        | 1                                        | Колорадо                                 |                                          |                                          |
| Анагайм виграв серію 4:0                 |                                          |                                          |                                          |                                          |                                          |                                          |

### Фінали конференції
Східна конференція
| Кароліна Гаррікейнс – Баффало Сейбрс | Кароліна Гаррікейнс – Баффало Сейбрс | Кароліна Гаррікейнс – Баффало Сейбрс | Кароліна Гаррікейнс – Баффало Сейбрс | Кароліна Гаррікейнс – Баффало Сейбрс | Кароліна Гаррікейнс – Баффало Сейбрс | Кароліна Гаррікейнс – Баффало Сейбрс |
| Дата                                 | Господарі                            | Господарі                            | Гості                                | Гості                                | Примітки                             |                                      |
| ------------------------------------ | ------------------------------------ | ------------------------------------ | ------------------------------------ | ------------------------------------ | ------------------------------------ | ------------------------------------ |
| 20 травня                            | Баффало                              | 3                                    | 2                                    | Кароліна                             |                                      |                                      |
| 22 травня                            | Баффало                              | 3                                    | 4                                    | Кароліна                             |                                      |                                      |
| 24 травня                            | Кароліна                             | 3                                    | 4                                    | Баффало                              |                                      |                                      |
| 26 травня                            | Кароліна                             | 4                                    | 0                                    | Баффало                              |                                      |                                      |
| 28 травня                            | Баффало                              | 3                                    | 4                                    | Кароліна                             | ОТ                                   |                                      |
| 30 травня                            | Кароліна                             | 1                                    | 2                                    | Баффало                              | ОТ                                   |                                      |
| 1 червня                             | Баффало                              | 2                                    | 4                                    | Кароліна                             |                                      |                                      |
| Кароліна виграла серію 4:3           |                                      |                                      |                                      |                                      |                                      |                                      |

Західна конференція
| Майті Дакс оф Анагайм – Едмонтон Ойлерс | Майті Дакс оф Анагайм – Едмонтон Ойлерс | Майті Дакс оф Анагайм – Едмонтон Ойлерс | Майті Дакс оф Анагайм – Едмонтон Ойлерс | Майті Дакс оф Анагайм – Едмонтон Ойлерс | Майті Дакс оф Анагайм – Едмонтон Ойлерс | Майті Дакс оф Анагайм – Едмонтон Ойлерс |
| Дата                                    | Господарі                               | Господарі                               | Гості                                   | Гості                                   | Примітки                                |                                         |
| --------------------------------------- | --------------------------------------- | --------------------------------------- | --------------------------------------- | --------------------------------------- | --------------------------------------- | --------------------------------------- |
| 19 травня                               | Едмонтон                                | 3                                       | 1                                       | Анагайм                                 |                                         |                                         |
| 21 травня                               | Едмонтон                                | 3                                       | 1                                       | Анагайм                                 |                                         |                                         |
| 23 травня                               | Анагайм                                 | 4                                       | 5                                       | Едмонтон                                |                                         |                                         |
| 25 травня                               | Анагайм                                 | 6                                       | 3                                       | Едмонтон                                |                                         |                                         |
| 27 травня                               | Едмонтон                                | 2                                       | 1                                       | Анагайм                                 |                                         |                                         |
| Едмонтон виграв серію 4:1               |                                         |                                         |                                         |                                         |                                         |                                         |

### Фінал Кубка Стенлі
| #      | Господарі           |     | Гості               | Рахунок                     |
| ------ | ------------------- | --- | ------------------- | --------------------------- |
| 1 матч | Кароліна Гаррікейнс | --- | Едмонтон Ойлерс     | 5:4 (0:1, 1:2, 4:1)         |
| 2 матч | Кароліна Гаррікейнс | --- | Едмонтон Ойлерс     | 5:0 (1:0, 2:0, 2:0)         |
| 3 матч | Едмонтон Ойлерс     | --- | Кароліна Гаррікейнс | 2:1 (1:0, 0:0, 1:1)         |
| 4 матч | Едмонтон Ойлерс     | --- | Кароліна Гаррікейнс | 1:2 (1:1, 0:1, 0:0)         |
| 5 матч | Кароліна Гаррікейнс | --- | Едмонтон Ойлерс     | 3:4 ОТ (2:3, 1:0, 0:0, 0:1) |
| 6 матч | Едмонтон Ойлерс     | --- | Кароліна Гаррікейнс | 4:0 (0:0, 2:0, 2:0)         |
| 7 матч | Кароліна Гаррікейнс | --- | Едмонтон Ойлерс     | 3:1 (1:0, 1:0, 1:1)         |

Кароліна Гаррікейнс виграла серію 4:3 та здобула Кубок Стенлі.

## Статистика

### Найкращі бомбардири плей-оф
| Гравець         | Команда  | І  | Г  | П  | О  | +/- | ШХ |
| --------------- | -------- | -- | -- | -- | -- | --- | -- |
| Ерік Стаал      | Кароліна | 25 | 9  | 19 | 28 | ±0  | 8  |
| Корі Стіллман   | Кароліна | 25 | 9  | 17 | 26 | +12 | 14 |
| Кріс Пронгер    | Едмонтон | 24 | 5  | 16 | 21 | +10 | 26 |
| Данієль Брієр   | Баффало  | 18 | 8  | 11 | 19 | ±0  | 12 |
| Шон Горкофф     | Едмонтон | 24 | 7  | 12 | 19 | +4  | 12 |
| Фернандо Пізані | Едмонтон | 24 | 14 | 4  | 18 | +4  | 10 |
| Род Бріндамор   | Кароліна | 25 | 12 | 6  | 18 | +9  | 16 |
| Кріс Друрі      | Баффало  | 18 | 9  | 9  | 18 | +5  | 10 |
| Джастін Вільямс | Кароліна | 25 | 7  | 11 | 18 | +12 | 34 |
| Метт Каллен     | Кароліна | 25 | 4  | 14 | 18 | +2  | 12 |

### Найкращі воротарі
| Гравець        | Команда  | І  | ЧНЛ     | В  | П | ГП | ША | %ВК  | СП   |
| -------------- | -------- | -- | ------- | -- | - | -- | -- | ---- | ---- |
| Ілля Бризгалов | Анагайм  | 11 | 658:59  | 6  | 4 | 16 | 3  | 94,4 | 1,46 |
| Кем Ворд       | Кароліна | 23 | 1319:53 | 15 | 8 | 47 | 2  | 92,0 | 2,14 |
| Юссі Маркканен | Едмонтон | 6  | 360:23  | 3  | 3 | 13 | 1  | 90,5 | 2,16 |
| Крістобаль Юе  | Монреаль | 6  | 385:37  | 2  | 4 | 15 | 0  | 92,9 | 2,33 |
| Двейн Ролосон  | Едмонтон | 18 | 532:59  | 12 | 5 | 45 | 1  | 92,7 | 2,33 |

І = матчі; ЧНЛ = часу на льоду (хвилини: секунди); В = перемоги; П = поразки; Н = нічиї; ГП = голів пропушено; ША = шатаути; %ВК = відбитих кидків (у %); СП = Середня кількість пропущених шайб